# Балеарская ящерица
Балеа́рская я́щерица, или ящерица Ли́лфорда (лат. Podarcis lilfordi) — вид стенных ящериц семейства настоящих ящериц (Lacertidae), эндемик островов Мальорка и Менорка, а также мелких островов архипелага Балеарских островов в Средиземном море. С крупных островов вытеснен индуцированными видами, но на мелких островах сохранилось достаточно много подвидов.

## Внешний вид
Взрослые особи достигают 8 см в длину и хвостом, который до 1,8 раз длиннее тела. Цвет спины, как правило, зеленоватый или коричневатый, но сильно варьируется в зависимости от подвидов с различных островов. Спина обычно характеризуется несколькими длинными полосами вдоль позвоночника. Бока обычно сетчатые, а нижняя сторона белого, кремового или розового цвета. Молодые особи иногда имеют синий хвост.

## Образ жизни и питание
Балеарская ящерица не боится человека. Питается в основном насекомыми, пауками и другими членистоногими, моллюсками и некоторыми растениями. Некоторые виды растений, эндемики Балеарских островов, опыляются этими ящерицами. Ящерицы часто живут возле гнезд птиц: используют в пищу остатки корма, который чайки отрыгивают для своих птенцов, а иногда поселяются возле гнёзд чеглока Элеоноры и питаются остатками добычи, а также мухами, которые накапливаются вокруг гнезда. Иногда наблюдается каннибализм: поедание молоди и хвостов других ящериц своего собственного вида.
Размножение происходит летом и самки могут отложить от одного до четырёх яиц со средней массой 63 грамма, достаточно большие для ящериц такого размера. Молодь вылупляется примерно через восемь недель и составляет в длину около 3-3,5 см от морды до начала хвоста.

## Подвиды
Описано 27 подвидов балеарской ящерицы, разбитые на группы в зависимости от места обитания:

### Менорка
На островах в окрестностях Менорки обитают следующие подвиды:
- Podarcis lilfordi fenni
- Podarcis lilfordi porrosicola
- Podarcis lilfordi balearica
- Podarcis lilfordi sargantanae
- Podarcis lilfordi addayae
- Podarcis lilfordi carbonerae
- Podarcis lilfordi brauni
- Podarcis lilfordi rodriquezi
- Podarcis lilfordi lilfordi
- Podarcis lilfordi codrellensis

### Мальорка
На островах в окрестностях Мальорки обитают следующие подвиды:
- Podarcis lilfordi gigliolii
- Podarcis lilfordi hartmanni
- Podarcis lilfordi toronis
- Podarcis lilfordi isletasi
- Podarcis lilfordi jordansi
- Podarcis lilfordi colomi

### Кабрера
На Кабрере и островах вокруг неё обитают следующие подвиды:
- Podarcis lilfordi fahrae
- Podarcis lilfordi pobrae
- Podarcis lilfordi planae
- Podarcis lilfordi espongicola
- Podarcis lilfordi conejerae
- Podarcis lilfordi kuligae
- Podarcis lilfordi estelicola
- Podarcis lilfordi xapaticola
- Podarcis lilfordi imperialensis
- Podarcis lilfordi nigerrima

## Галерея

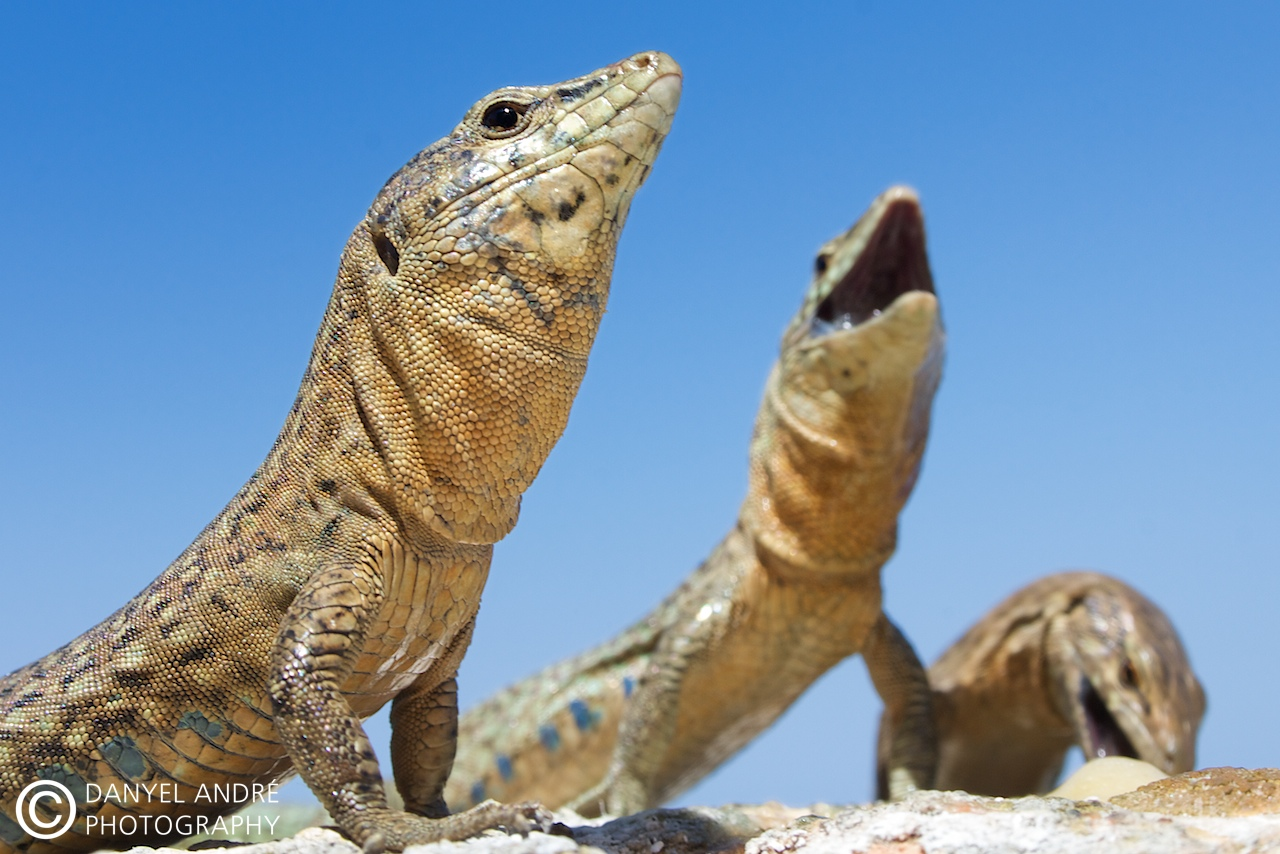
Подвид P. lilfordi gigliolii, обитающий на Драгонере
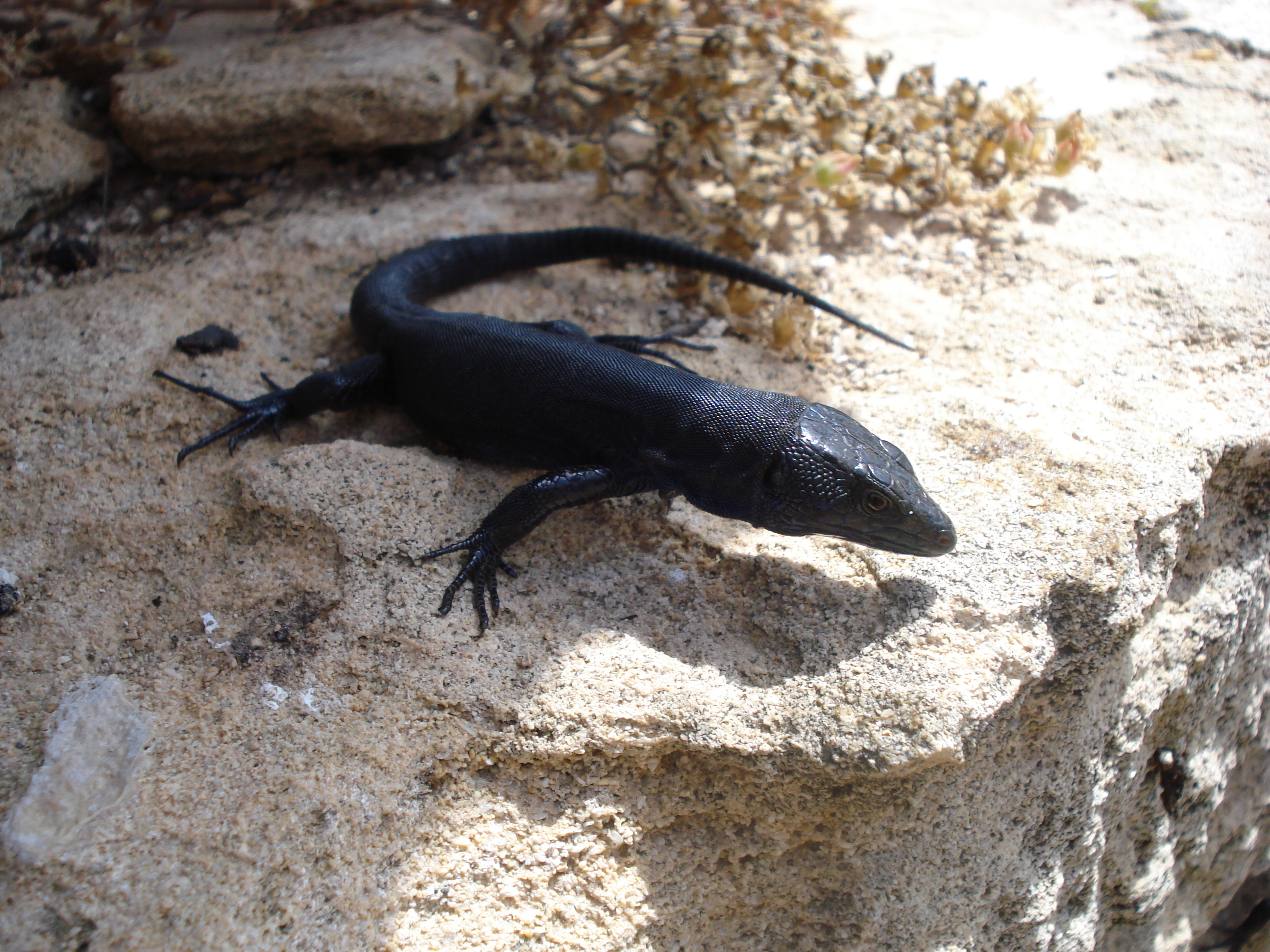
Подвид P. lilfordi jordansi, обитающий на Мальорке
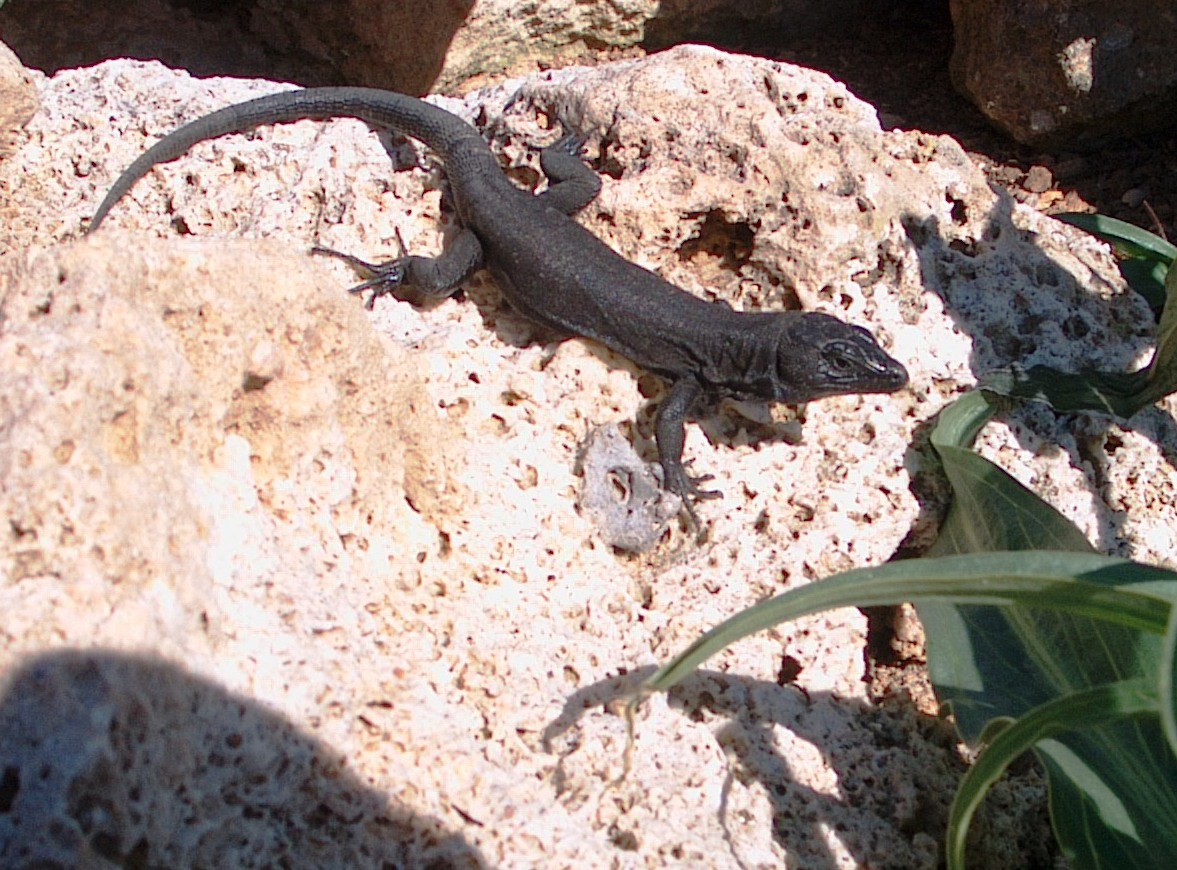
Подвид P. lilfordi lilfordi, обитающий на Менорке